# Two of Hearts
«Two of Hearts» es una canción de la cantante estadounidense Stacey Q, publicada por primera vez como sencillo independiente de club de baile de 12 pulgadas por On the Spot Records, luego recogida por Atlantic después de lograr ventas regionales. Fue escrito por John Mitchell y producido por Jon St. James, William Walker y Jeff Fishman. La canción fue el mayor éxito de Stacey Q; Su éxito de ventas a nivel mundial impulsó la grabación de su álbum debut Better Than Heaven (1986), que incluía la canción. La canción fue lanzada como sencillo principal del álbum el 13 de junio de 1986.

## Antecedentes y grabación
Después del lanzamiento del álbum Playback (1983) con la banda SSQ, Stacey Q comenzó a trabajar con Jon St. James en su material en solitario. St. James le trajo la canción "Two of Hearts", sugiriendo que la grabara. Al principio, Stacey Q se negó a grabar una canción escrita por otra persona, pero luego cambió de opinión. El sencillo fue coproducido por St. James, propietario del estudio de grabación, William Walker, y el DJ del club nocturno Jeff Fishman. El artista y los productores promocionaron el sencillo, especialmente entre el público de música latina en Los Ángeles y Miami. La canción fue elegida por Atlantic Records para ser lanzada como sencillo principal del álbum de estudio debut de Q, Better Than Heaven (1986). Grabaron el álbum en tres semanas mientras la canción subía en las listas de éxitos.
La canción apareció de manera destacada en el episodio de The Facts of Life "Off-Broadway Baby" en el que Stacey Q apareció como el personaje de Cinnamon, una cantante adolescente inspirada en gran medida en ella misma; El episodio termina con ella interpretando la canción en la cabina de sonido de una estación de radio.

## Letras y música
Musicalmente, "Two of Hearts" es una canción de Hi-NRG. Utiliza muestreo vocal con el uso repetitivo de la línea "Te necesito" en su gancho. La letra de la canción gira en torno al amor y el romance. "Two of Hearts" recibió críticas positivas de los críticos musicales y fue un éxito comercial en todo el mundo. Entró en el Billboard Hot 100 de Estados Unidos a mediados de julio de 1986, entrando en el top 40 a mediados de agosto y alcanzando el puesto número tres durante el otoño de ese mismo año para convertirse en uno de los sencillos más vendidos de 1986. "Two of Hearts" ocupó el puesto 27 en "100 Greatest One Hit Wonders of the '80s" de VH1, aunque el siguiente sencillo "We Connect" fue un éxito menor en el Hot 100 (alcanzando el puesto 35).

## Video musical
El vídeo musical que acompaña a "Two of Hearts" fue dirigido por Peter Lippman. Muestra a Stacey Q bailando frente a un fondo blanco con varios atuendos y actuando en un club nocturno. "Two of Hearts" ha sido versionada por varios artistas, y Stacey Q también interpretó la canción en un episodio de la octava temporada de The Facts of Life. La canción se utilizó como tono de llamada del protagonista de la serie de HBO Max The Flight Attendant.

## Recepción crítica
Jerry Smith, de la revista Music Week, describió "Two of Hearts" como una "pista brillante y burbujeante" que consideró "instantáneamente memorable" y "entretenida" gracias a su "animado ritmo disco y elegante voz pop". En una reseña publicada en Smash Hits, Dave Rimmer consideró que la canción es un "buen ejemplo del tipo de música de baile mecánica que suena brillante en las discotecas griegas poco fiables durante las vacaciones".

## Listado de canciones
|  | - US 7-inch single (On the Spot Records) 1. "Two of Hearts" (7" Version) – 3:33 2. "Shy Girl" – 3:43 - US 12-inch single (On the Spot Records) 1. "Two of Hearts" (European Mix) – 7:29 2. "Two of Hearts" (Dance Mix) – 6:00 3. "Two of Hearts" (Radio Edit) – 3:45 4. "Stacey's Dream (A Capella) – 2:35 | - US 7-inch single (Atlantic Records) 1. "Two of Hearts" (Radio Edit) – 3:58 2. "Dancing Nowhere" – 3:43 - US 12-inch single (Atlantic Records) 1. "Two of Hearts" (Vocal / European Dance Mix) – 6:00 2. "Two of Hearts" (Instrumental) – 4:39 3. "Two of Hearts" (Vocal / Radio Edit) – 3:58 4. "Stacey's Dream (A Capella) – 2:32 |

## Créditos y personal
- Stacey Q - voz
- Jon St. James – producción, teclados
- Rich West - teclados
- Skip Hahn - teclados
- Karl Moët - batería
- Jeff C. Fishman - producción asociada
- William J. Walker - producción asociada
- Lester Cohen – fotografía

## Uso en medios
La canción apareció en la segunda temporada de RuPaul's Drag Race, siendo interpretada por los concursantes Kylie Sonique Love y Morgan McMichaels en una "sincronización de labios para tu vida".

## Listas

### Listas semanales
| Lista (1986−1987)                          | Posición más alta |
| ------------------------------------------ | ----------------- |
| Alemania Occidental (Gfk)                  | 6                 |
| Australia (Kent Music Report)              | 7                 |
| Austria (Ö3 Austria Top 40)                | 24                |
| Canada Top Singles (RPM)                   | 1                 |
| Canada (The Record)                        | 2                 |
| Europa (European Hot 100 Singles)          | 20                |
| Francia (SNEP)                             | 18                |
| Nueva Zelanda (Recorded Music NZ)          | 4                 |
| Sudáfrica (Springbok Radio)                | 5                 |
| Suecia (Sverigetopplistan)                 | 19                |
| Suiza (Schweizer Hitparade)                | 6                 |
| UK Singles (OCC)                           | 87                |
| UK Dance (Music Week)                      | 62                |
| Billboard Hot 100 de EE. UU.               | 3                 |
| Dance Club Songs (Billboard) de EE. UU.    | 4                 |
| Dance Singles Sales (Billboard) de EE. UU. | 1                 |
| Hot R&B/Hip-Hop Songs de EE. UU.           | 56                |
| Top 100 Singles (Cash Box) de EE. UU.      | 7                 |

### Listas de fin de año
| Lista (1986)                       | Posición |
| ---------------------------------- | -------- |
| Australia (Kent Music Report)      | 72       |
| Canada Top Singles (RPM)           | 31       |
| Nueva Zelanda (Recorded Music NZ)  | 42       |
| Billboard Hot 100 de EE. UU.       | 51       |
| US Dance Club Songs (Billboard)    | 39       |
| US Dance Singles Sales (Billboard) | 3        |
| US Top 100 Singles (Cash Box)      | 64       |

| Lista (1986)                  | Posición |
| ----------------------------- | -------- |
| Australia (Kent Music Report) | 80       |
| Sudáfrica (Springbok Radio)   | 20       |